# Children of the Night
Children of the Night – pierwszy minialbum wydany przez szwedzką grupę Dream Evil, wykonującą heavy/power metal.

## Lista utworów
1. Children of the Night – 4:14
2. Dragonheart – 3:36
3. Betrayed – 3:58
4. Evilized (wersja akustyczna) – 4:53

## Edycja japońska
1. Children of the Night
2. Take the World
3. The Prophecy (demo)
4. Heavy Metal in the Night (demo)
5. Evilized (wersja akustyczna)
6. Children of the Night (teledysk)

## Twórcy
- Niklas Isfeldt – śpiew
- Fredrik Nordström – gitara, instrumenty klawiszowe
- Gus G. – gitara
- Peter Stålfors – gitara basowa
- Snowy Shaw – perkusja